# Эванс, Бен (регбист)
Бенджамин Росс Эванс (англ. Benjamin Ross Evans, родился 31 июля 1975 года) — валлийский регбист, выступавший на позиции столба.

## Биография
Известен по выступлениям за такие именитые клубы, как «Кардифф Блюз», «Кальвизано», «Сейл Шаркс», «Джерси» и «Мозли». Выступал за сборную Уэльса на чемпионате мира 1999, Кубке шести наций 2003 и 2004, Кубке пяти наций 1999. Профессиональную карьеру завершил в 2012 году. На любительском уровне затем выступал за клуб «Вэйверли» из Австралии, с 2016 года тренер схваток в клубе «Парраматта Ту Блюз».
Супруга — Лиз Эванс. Бен имеет высшее образование в области физической культуры, является владельцем бюро по трудоустройству в Сиднее.